# Rhaponticum

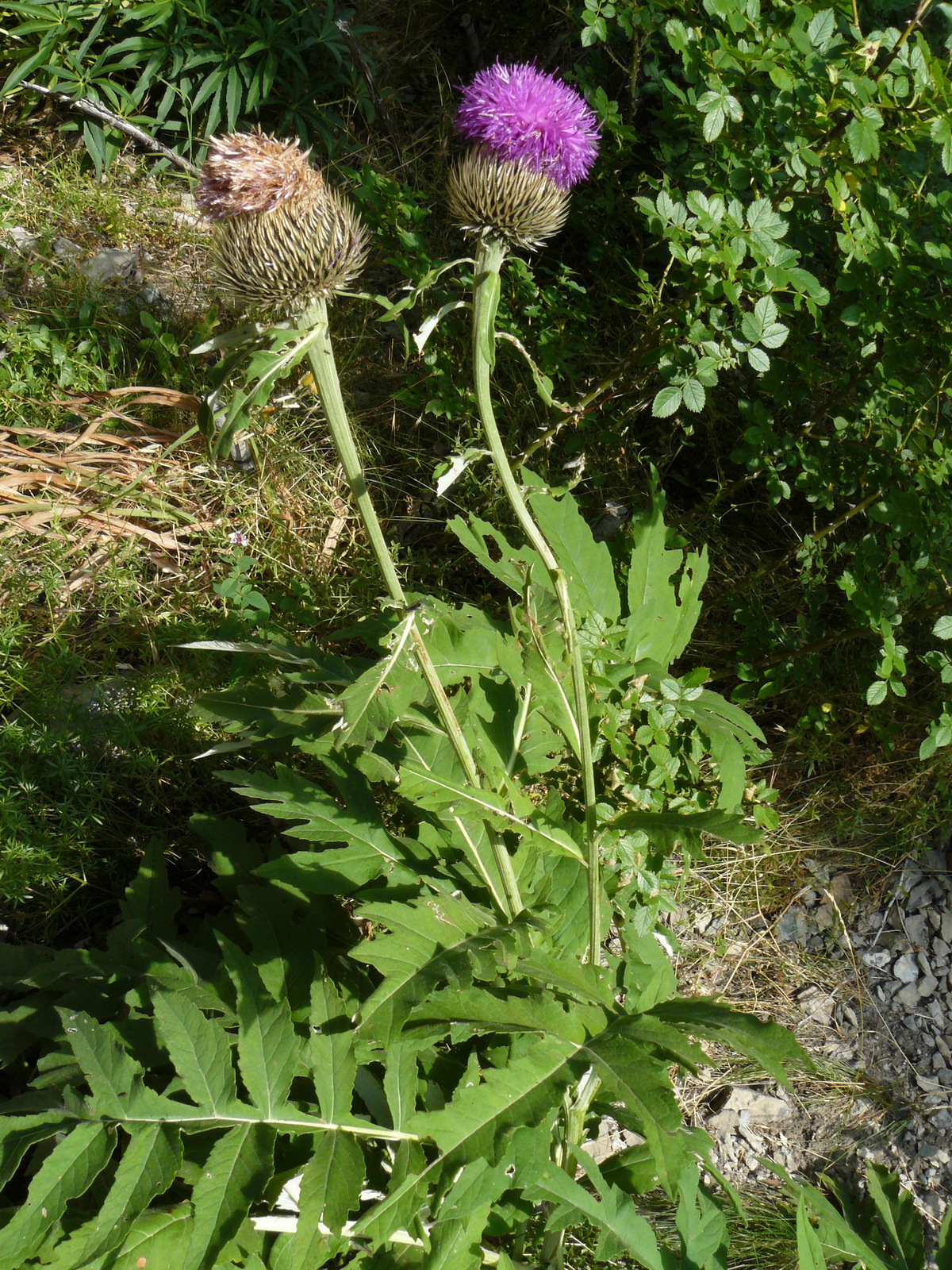
Rhaponticum centauroides: noten las hojas basales pinnatilobuladas

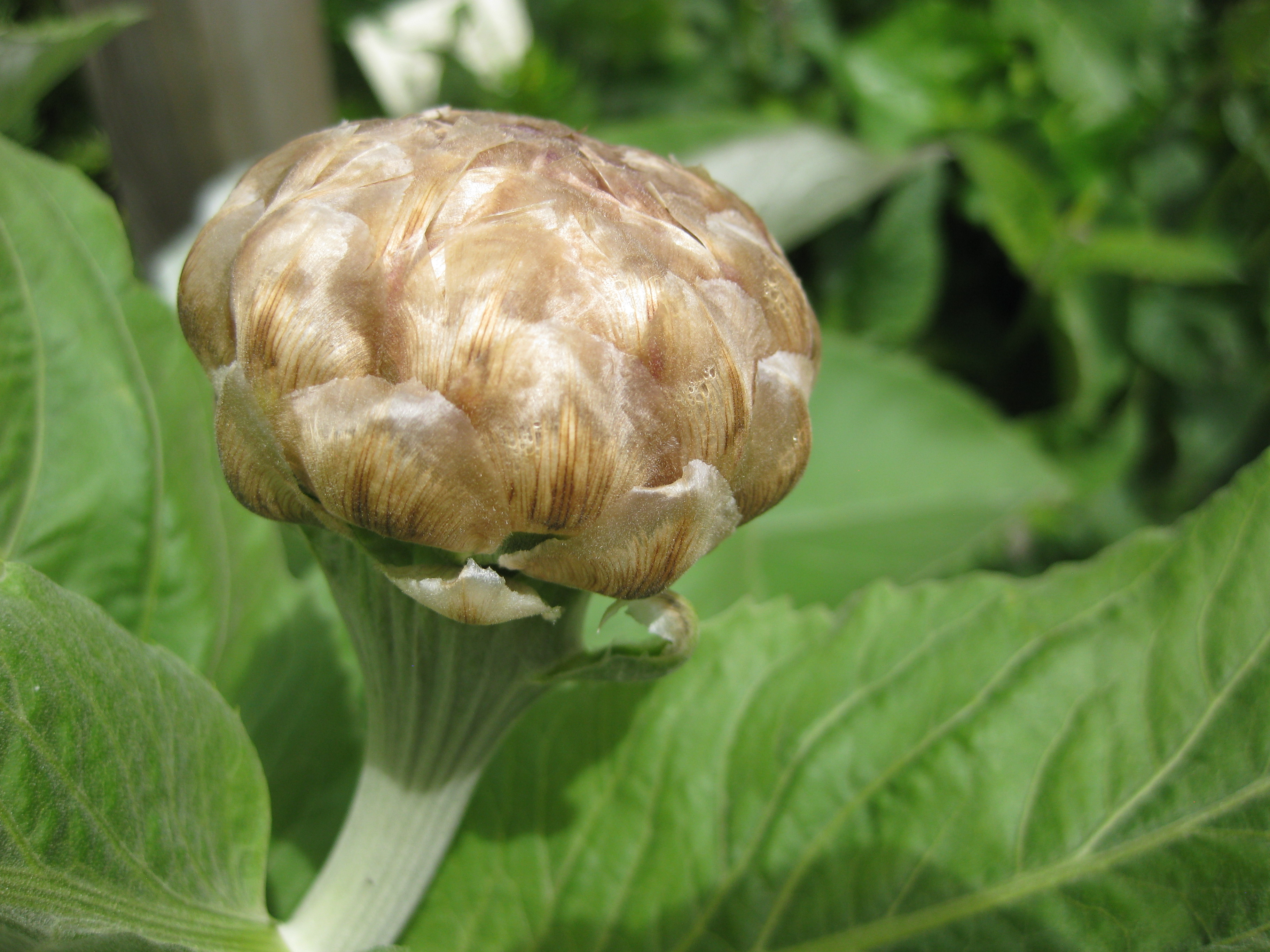
Un ejemplo de capítulo en preantesis: Rhaponticum heleniifolium

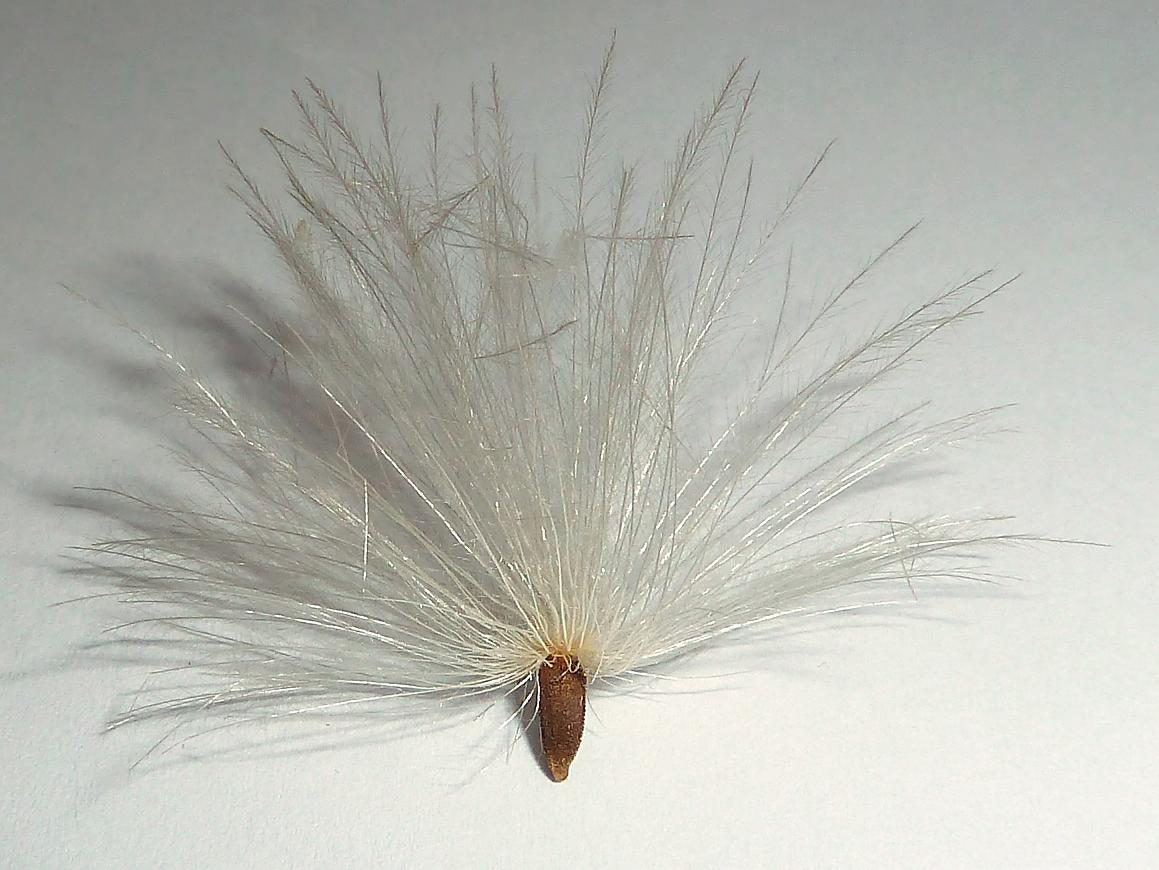
Un ejemplo de cipsela tuberculada con vilano de pelos plumosos: Rhaponticum coniferum

Rhaponticum es un género  de plantas con flores de la familia Asteraceae. Comprende un centenar de taxones descritos y de estos, solo una treintena aceptadas.
- Advertencia: Los estudios filogenéticos basados en análisis moleculares[7] han permitido evidenciar su carácter monofilético y la necesidad de fusionar los géneros Acroptilon y Leuzea, con todas sus especies, en el género Rhaponticum.

## Descripción
Son plantas herbáceas perennes, de raíces rizomatosas y con tallos no alados simples o ramificados, o bien subacaules. Las hojas son alternas, sentadas o pecioladas, no decurrentes, enteras, y de dentadas a pinnatisectas. Los capítulos son terminales, solitarios o en inflorescencias corimbosas o paniculadas, sentados o subsentados, eventualmente rodeados de hojas involucrales. El involucro es ovoide o algo globoso, con 5-15 filas de brácteas, coriáceas, imbricadas y adpresas, mayores centripetamente y con un apéndice apical escarioso, entero o lacerado. El receptáculo es plano, alveolado, con páleas setáceas lisas. Los flósculos son hermafroditas con la corola, de color rosa purpúreo, con limbo pentalobulado papiloso en la haz apical. El estilo del gineceo es liso, con un anillo de pelos colectores cortos debajo de las ramas estigmáticas, y rodeado en la base por un nectario, persistente en el fruto, en el centro de su placa apical. Dichas cipselas son homomorfas, obovoides, lisas, tuberculadas o con 4-5 costillas longitudinales; son glabras o peludas y con placa apical plana, de borde entero o denticulado y con nectario persistente cilíndrico rodeado de un vilano caedizo simple o doble, formado por varias filas de pelos barbelados o plumosos, libres o soldados en un anillo basal, y el vilano interior, cuando existe, con una o dos filas de pelos ocasionalmente más largos que los exteriores. El Hilo es latero-basal y sin eleosoma.

## Distribución
Las especies del género están distribuidas por el sur y suroeste de Europa, norte de África y Asia (una endémica de China: Rhaponticum chinense); una de ellas (Rhaponticum australe) es un endemismo de Australia y, además, es una de las 2 únicas especies de Cardueae nativas de dicho continente. Algunas han sido introducidas y se extendierón como plagas, muy difíciles de controlar, en otras regiones (por ejemplo Rhaponticum repens en Estados Unidos).

## Taxonomía
El género fue creado por Sébastien Vaillant  y publicado en Histoire de l'académie royale des sciences. Avec les mémoires de mathématique & de physique (Paris 4º), p. 175-177, 1719 y validado por el mismo autor en Der Konigl. Akademie der Wissenschaften in Paris Physische Abhandlungen, Abh. 5, p. 177-178, 1754.  La especie tipo es:  Centaurea rhapontica L. (= Rhaponticum scariosum Lam.).
Etimología
- Rhaponticum: del Latín, construido a partir de los vocablos Rha, del griego Ρά, el Río Volga, y Pontīcus, -a, -um, el Ponto Euxino era, según Dioscórides, una planta de raíz negra del mar Negro y regiones limítrofes que, en el Pseudo Dioscórides, los romanos llamaron rhâ Pónticoum, y unos autores prelinneanos consideraron que ciertas especies de Rhaponticum correspondían a dicho rhâ Pónticoum romano.[5][10]

## Especies aceptadas
- Rhaponticum acaule (L.) DC.
- Rhaponticum aulieatense Iljin
- Rhaponticum australe (Gaudich.) Soják
- Rhaponticum berardioides (Batt.) Dobignard
- Rhaponticum canariense DC.
- Rhaponticum carthamoides (Willd.) Iljin
- Rhaponticum centauroides (L.) O.Bolòs
- Rhaponticum chinense (S.Moore) L.Martins & Hidalgo
- Rhaponticum coniferum (L.) Greuter
- Rhaponticum cossonianum (Ball) Greuter
- Rhaponticum exaltatum (Willk.) Greuter
- Rhaponticum heleniifolium Gren. & Godr.
- Rhaponticum insigne (Boiss.) Wagenitz
- Rhaponticum integrifolium C.Winkl.
- Rhaponticum karatavicum Regel & Schmalh.
- Rhaponticum longifolium (Hoffmanns. & Link) Soskov
- Rhaponticum lyratum C.Winkl. ex Iljin
- Rhaponticum namanganicum Iljin
- Rhaponticum nanum Lipsky
- Rhaponticum nitidum Fisch.
- Rhaponticum orientale (Serg.) Peshkova
- Rhaponticum pulchrum Fisch. & C.A.Mey.
- Rhaponticum repens (L.) Hidalgo
- Rhaponticum scariosum Lam.
- Rhaponticum serratuloides (Georgi) Bobrov
- Rhaponticum uniflorum (L.) DC.[6][1][2][4]

## Citología
Número básico de cromosomas: x = 12, 13.